# Bruchophagus peethavarnus
Bruchophagus peethavarnus är en stekelart som beskrevs av T.C. Narendran 1994. Bruchophagus peethavarnus ingår i släktet Bruchophagus och familjen kragglanssteklar. Inga underarter finns listade.